# Persone di nome Manuela
| Questa pagina contiene informazioni ricavate automaticamente dalle voci biografiche con l'ausilio del template Bio e di un bot. L'aggiornamento è periodico e automatico e ricostruisce completamente la pagina. Se manca una persona in questa lista, sei pregato di non aggiungerla, ma accertati piuttosto che la sua voce biografica contenga il template Bio e che i dati anagrafici siano correttamente compilati. Se il template Bio manca, inseriscilo tu stesso o, in alternativa, metti l'avviso {{tmp\|Bio}} che ne segnala la mancanza. Se i dati riportati sono sbagliati, correggi direttamente la voce biografica; le modifiche saranno visibili in questa lista entro pochi giorni. Per chiarimenti vedi il progetto antroponimi. La lista contiene solo le 106 persone che sono citate nell'enciclopedia e per le quali è stato implementato correttamente il template Bio. Pagina aggiornata al 22 lug 2025. |

Questa è una lista di persone presenti nell'enciclopedia che hanno il nome Manuela, suddivise per attività principale.

## Allenatrici di calcio(1)
- Manuela Tesse, allenatrice di calcio e ex calciatrice italiana (Sassari, n. 1976)

## Allenatrici di hockey su ghiaccio(1)
- Manuela Friz, allenatrice di hockey su ghiaccio e ex hockeista su ghiaccio italiana (Agordo, n. 1978)

## Allenatrici di pallavolo(1)
- Manuela Benelli, allenatrice di pallavolo e ex pallavolista italiana (Ravenna, n. 1963)

## Atlete paralimpiche(1)
- Manuela Schär, atleta paralimpica svizzera (Lucerna, n. 1984)

## Attrici(13)
- Manuela Arcuri, attrice, personaggio televisivo e ex modella italiana (Anagni, n. 1977)
- Manuela Blanchard, attrice e conduttrice televisiva italiana (Milano, n. 1959)
- Manuela Gatti, attrice italiana (Roma, n. 1955)
- Manuela González, attrice colombiana (Bogotà, n. 1977)
- Manuela Kustermann, attrice italiana (Roma, n. 1946)
- Manuela Maletta, attrice italiana (Lecco, n. 1975)
- Manuela Mandracchia, attrice italiana (Roma, n. 1970)
- Manuela Morabito, attrice italiana (Roma, n. 1969)
- Manuela Ruggiero, attrice e regista italiana (Napoli, n. 1975)
- Manuela Spartà, attrice italiana (Catania, n. 1982)
- Manuela Velasco, attrice e conduttrice televisiva spagnola (Madrid, n. 1975)
- Manuela Vellés, attrice spagnola (Madrid, n. 1987)
- Manuela Ventura, attrice italiana (Catania, n. 1973)

## Attrici pornografiche(1)
- Manuela Falorni, ex attrice pornografica italiana (Fucecchio, n. 1959)

## Attrici teatrali(1)
- Manuela Escamilla, attrice teatrale spagnola (Monforte de Lemos, n. 1650 - Madrid, † 1721)

## Calciatrici(8)
- Manuela Bosi, ex calciatrice italiana (Voghera, n. 1981)
- Manuela Coluccini, calciatrice italiana (Roma, n. 1988)
- Manuela Giugliano, calciatrice italiana (Castelfranco Veneto, n. 1997)
- Manuela Mangili, ex calciatrice italiana (n. 1983)
- Manuela Paví, calciatrice colombiana (Pradera, n. 2000)
- Manuela Sciabica, calciatrice italiana (Favara, n. 2006)
- Manuela Vanegas, calciatrice e ex giocatrice di calcio a 5 colombiana (Copacabana, n. 2000)
- Manuela Zinsberger, calciatrice austriaca (Stockerau, n. 1995)

## Canoiste(1)
- Manuela Mucke, canoista tedesca (n. 1975)

## Canottiere(1)
- Manuela Lutze, canottiera tedesca (Blankenburg, n. 1974)

## Cantanti(4)
- ManuElla, cantante slovena (Celje, n. 1989)
- Rosa Morena, cantante e attrice spagnola (Badajoz, n. 1941 - Badajoz, † 2019)
- Manuela Villa, cantante italiana (Roma, n. 1966)
- Manuela Zanier, cantante e attrice italiana (Latina, n. 1976)

## Cestiste(5)
- Manuela Cupull, ex cestista cubana (Santiago di Cuba, n. 1952)
- Manuela Diamanti, ex cestista italiana (Roma, n. 1977)
- Manuela Monticelli, ex cestista italiana (Saronno, n. 1978)
- Manuela Peri, ex cestista italiana (Lucca, n. 1953)
- Manuela Zanon, ex cestista italiana (Cantù, n. 1980)

## Conduttrici radiofoniche(1)
- Manuela Doriani, conduttrice radiofonica, disc jockey e scrittrice spagnola (Torino, n. 1968)

## Conduttrici televisive(1)
- Emanuela Folliero, conduttrice televisiva e ex modella italiana (Milano, n. 1965)

## Critiche cinematografiche(1)
- Manuela Pineschi, critica cinematografica italiana (Roma, n. 1956)

## Dirigenti sportive(1)
- Manuela Di Centa, dirigente sportiva, politica e ex fondista italiana (Paluzza, n. 1963)

## Doppiatrici(2)
- Manuela Andrei, doppiatrice, direttrice del doppiaggio e attrice italiana (Roma, n. 1940)
- Manuela Cenciarelli, doppiatrice e direttrice del doppiaggio italiana (Roma, n. 1966)

## Flautiste(1)
- Manuela Wiesler, flautista austriaca (Itapiranga, n. 1955 - Vienna, † 2006)

## Fondiste(2)
- Manuela Henkel, ex fondista tedesca (Neuhaus am Rennweg, n. 1974)
- Manuela Oschmann, ex fondista tedesca (Zella-Mehlis, n. 1965)

## Ginnaste(1)
- Manuela Bocchini, ex ginnasta italiana (Fano, n. 1980)

## Giocatrici di curling(1)
- Manuela Kormann, giocatrice di curling svizzera (Berna, n. 1976)

## Giocatrici di squash(1)
- Manuela Manetta, giocatrice di squash italiana (Parma, n. 1983)

## Giornaliste(5)
- Manuela Lucchini, giornalista e conduttrice televisiva italiana (Roma, n. 1952)
- Manuela Moreno, giornalista e conduttrice televisiva italiana (Roma, n. 1966)
- Manuela Palermi, giornalista e politica italiana (Roma, n. 1942)
- Manuela Righini, giornalista italiana (Firenze, n. 1951 - Firenze, † 2010)
- Manuela d'Ávila, giornalista, politica e scrittrice brasiliana (Porto Alegre, n. 1981)

## Martelliste(1)
- Manuela Montebrun, ex martellista francese (Laval, n. 1979)

## Mezzosoprani(1)
- Manuela Custer, mezzosoprano italiano (Trecate)

## Multipliste(1)
- Manuela Marxer, ex multiplista liechtensteinese (Mauren, n. 1965)

## Nuotatrici(5)
- Manuela Carnini, nuotatrice artistica italiana (Busto Arsizio, n. 1973)
- Manuela Carosi, ex nuotatrice italiana (Roma, n. 1965)
- Manuela Dalla Valle, ex nuotatrice italiana (Como, n. 1963)
- Manuela Melchiorri, ex nuotatrice italiana (Roma, n. 1970)
- Manuela Stellmach, ex nuotatrice tedesca (Berlino Est, n. 1970)

## Ostacoliste(1)
- Manuela Gentili, ex ostacolista italiana (Castel San Giovanni, n. 1978)

## Pallanuotiste(1)
- Manuela Zanchi, ex pallanuotista italiana (Milano, n. 1977)

## Pallavoliste(4)
- Manuela Leggeri, ex pallavolista italiana (Sezze, n. 1976)
- Manuela Malerba, pallavolista e giocatrice di beach volley italiana (Catania, n. 1976)
- Manuela Roani, pallavolista italiana (Fabriano, n. 1983)
- Manuela Secolo, ex pallavolista italiana (Treviso, n. 1977)

## Patriote(1)
- Manuela Sáenz, patriota ecuadoriana (Quito, n. 1797 - Paita, † 1856)

## Pattinatrici artistiche su ghiaccio(3)
- Manuela Angeli, ex pattinatrice artistica su ghiaccio italiana (Cortina d'Ampezzo, n. 1939)
- Manuela Groß, ex pattinatrice artistica su ghiaccio tedesca (Berlino, n. 1957)
- Manuela Mager, ex pattinatrice artistica su ghiaccio tedesca (Dresda, n. 1962)

## Pilote automobilistiche(1)
- Manuela Gostner, pilota automobilistica italiana (Bolzano, n. 1984)

## Politiche(9)
- Manuela Carmena, politica, scrittrice e magistrata spagnola (Madrid, n. 1944)
- Manuela Dal Lago, politica italiana (Vicenza, n. 1946)
- Manuela Gagliardi, politica italiana (La Spezia, n. 1973)
- Manuela Ghizzoni, politica italiana (Carpi, n. 1961)
- Manuela Granaiola, politica italiana (Pescia, n. 1947)
- Manuela Lanzarin, politica italiana (Bassano del Grappa, n. 1971)
- Manuela Repetti, politica e imprenditrice italiana (Novi Ligure, n. 1966)
- Manuela Schwesig, politica tedesca (Francoforte sull'Oder, n. 1974)
- Manuela Serra, politica italiana (Cagliari, n. 1971)

## Produttrici cinematografiche(1)
- Manuela Cacciamani, produttrice cinematografica italiana (Roma, n. 1976)

## Registe(1)
- Manuela Leombruni, regista italiana (Rapallo, n. 1953)

## Religiose(1)
- Manuela de Jesús Arias Espinosa, religiosa messicana (Ixtlán del Río, n. 1904 - Roma, † 1981)

## Rugbiste a 15(1)
- Manuela Furlan, ex rugbista a 15 italiana (Trieste, n. 1988)

## Saltatrici con gli sci(1)
- Manuela Malsiner, ex saltatrice con gli sci italiana (Vipiteno, n. 1997)

## Sciatrici alpine(7)
- Manuela Heubi, ex sciatrice alpina svizzera (n. 1971)
- Manuela Lieb, ex sciatrice alpina austriaca (n. 1971)
- Manuela Mair, ex sciatrice alpina austriaca (n. 1982)
- Manuela Mölgg, ex sciatrice alpina italiana (Brunico, n. 1983)
- Manuela Rüf, ex sciatrice alpina austriaca (n. 1966)
- Manuela Suitner, ex sciatrice alpina austriaca (n. 1982)
- Manuela Umele, ex sciatrice alpina austriaca (n. 1971)

## Scrittrici(3)
- Manuela Dviri, scrittrice e blogger italiana (Padova, n. 1949)
- Manuela Gretkowska, scrittrice e editorialista polacca (Łódź, n. 1964)
- Manuela Salvi, scrittrice italiana (n. 1975)

## Showgirl(1)
- Ela Weber, showgirl, personaggio televisivo e ex modella tedesca (Dettelbach, n. 1966)

## Soprani(1)
- Manuela Kraller, soprano tedesca (Ainring, n. 1981)

## Tenniste(2)
- Manuela Maleeva, ex tennista bulgara (Sofia, n. 1967)
- Manuela Zoni, ex tennista italiana (Milano, n. 1960)

## Veliste(1)
- Manuela Mascia, ex velista italiana (Cagliari, n. 1962)

## Velociste(2)
- Manuela Grillo, ex velocista italiana (Pavia, n. 1977)
- Manuela Levorato, ex velocista italiana (Dolo, n. 1977)

## Senza attività specificata(1)
- Manuela Pesko, ex snowboarder svizzera (Coira, n. 1978)